# Harmoniarpa
A Harmoniarpa (do francês harmoniharpe ou harmoni-harpe) é um instrumento de teclado e cordas tangidas, criado por Hector Papelard em 1864.

## Definições em Livros de Referência
Harmoniarpa é uma definição encontrada em grandes dicionários, se referindo a um instrumento musical de cordas, uma espécie de cítara. Outros acrescentam que é tocada como um saltério (ou harpa, segundo outros dicionários) sobre uma mesa e as cordas são dispostas em comprimento como o piano. Ou ainda, por vezes se diz que esse instrumento é maior e mais moderno que a cítara.  
Nos boletins legais ou similares a um diário oficial) sobre patentes, é citado que é um instrumento de teclado. 

## Descrição
Conforme sua patente (consultada sob demanda pelo Instituto Nacional da Propriedade Industrial da frança), é um instrumento com cordas de tripa, com extensão de 5 oitavas, com caixa de ressonância similar a do harmônio. As cordas são tangidas por tangentes, cada uma presa a sua tecla correspondente de modo inverso ao cravo: elas sobem levantadas por cima pela tecla que possui um abafador dedicado e dois pedais: céleste, que empurra uma tira de tecido sobre as cordas, tal como o pedal dolce dos pianos verticais; e outro de sustentação.

## Opinião de Félix Boudoin
Papelard expôs uma harpa com teclado em na grande exposição de 1867, reunindo os novos inventos e criadores de toda Europa. Sobre esse instrumento (a harmoniarpa com grande probabilidade) Felix Boudoin cita (traduzido):

"Vamos mencionar o piano-harpa do Sr. Papelard apenas para fazer uma observação ao seu autor: é que ele deveria ter percebido, como pianista, que seu instrumento, no qual a corda é beliscada simplesmente por uma tangente de cobre aparada com a pele é apenas uma reminiscência infeliz da antiga espineta".
Nous ne mentionnerons le piano-harpe de M. Papelard que pour faire une observation à son auteur : c'est qu'il aurait dû s'apercevoir, en sa qualité d'ouvrier en pianos, que son instrument, dans le quel la corde est pincée tout simplement par une clavette en cuivre garnie de peau , n'est qu'une reminiscence malheureuse de l'ancienne épinette.